# Elíša

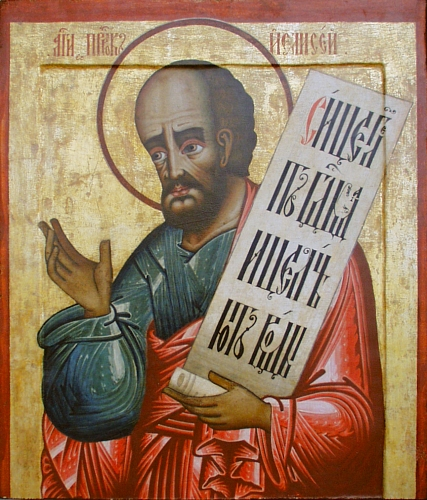
Ruská pravoslavná ikona zobrazující Elíšu (první čtvrtina 18. století)

Elíša, dříve uváděný jako Eliseus (hebrejsky אֱלִישַׁע) byl starozákonní prorok, žák a později následník Elijáše, který působil převážně v Samařsku. Význam jména Elíša se obvykle uvádí „Bůh je má spása, osvobození“, může však být také vykládán jako „Bůh je hojnost“.

## V Bibli
Cyklus vyprávění o proroku Elíšovi je obsažen v 2. knize královské (kap. 2-9), jeho povolání za proroka Elijášem je popsáno již v 1. knize královské, kapitola 19. Elíša byl podle biblického vyprávění původcem mnoha zázraků včetně vzkříšení mrtvého, proto mu tradice připisuje dvojnásobnou dávku prorockého ducha (2 Kr 2,9).

## Úcta
Vedle židů Elíšu považují za proroka také křesťané a muslimové. Katolická církev jej uctívá jako světce. Křesťanský svátek připadá na 14. června. Elíša bývá zobrazován v prorockém hávu, často se svitkem v rukou, a většinou také s lysinou, což se odráží od jednoho ze starozákonních příběhů, kde se mu kvůli ní posmívali.